# Isabell Werth
Isabell Werth (Rheinberg, Alemanya Occidental 1969) és una genet alemanya, guanyadora de dotze medalles olímpiques, set de les quals d'or.

## Biografia
Va néixer el 21 de juliol de 1969 a la ciutat de Rheinberg, població situada a l'actual estat federat de Rin del Nord-Westfàlia, que en aquells moments formava part de l'Alemanya Occidental (RFA) i que avui en dia forma part d'Alemanya.

## Carrera esportiva
Especialista en doma clàssica va participar, als 23 anys, en els Jocs Olímpics d'Estiu de 1992 celebrats a Barcelona (Catalunya), on va aconseguir guanyar la medalla d'or en aquesta prova per equips així com la medalla de plata en la prova individual amb el cavall Gigolo. En els Jocs Olímpics d'Estiu de 1996 realitzats a Atlanta (Estats Units) aconseguí guanyar la medalla d'or en les dues proves olímpiques. En els Jocs Olímpics d'Estiu de 2000 realitzats a Sydney (Austràlia) aconseguí revalidar el seu títol olímpic en la prova d'equips i aconseguí una nova medalla de plata en la prova individual. Absent dels Jocs Olímpics d'estiu de 2004, va participar en els Jocs Olímpics d'Estiu de 2008 realitzats a Pequín (República Popular de la Xina), on va aconseguir una nova medalla d'or en la prova per equips i una nova medalla de plata en la prova individual amb el cavall Satchmo.
Al llarg de la seva carrera ha guanyat sis medalles en el Campionat del Món de doma clàssica, totes elles d'or; i nou medalles en el Campionat d'Europa de doma clàssica, set d'elles d'or. També ha aconseguit catorze medalles en el Campionat nacional del seu país, destacant set títols nacionals individuals.

## Dopatge
El juny de 2009 li fou detectat al seu cavall Whisper una substància prohibida en un torneig a Wiesbaden. La Federació Eqüestre Internacional (FEI) la sancionà a perpetuïtat, si bé posteriorment aquesta sanció fou reduïda a sis mesos.